# Patentblatt (Österreich)
Das Patentblatt ist das  Kundmachungsorgan des österreichischen Patentamts. Nach § 79 Patentgesetz haben Verordnungen des Präsidenten des Patentamts durch Veröffentlichung im Patentblatt kundgemacht zu werden. Das Patentblatt erscheint am 15. Tag jedes Monats und umfasst zwei Teile. Neben dem Patentblatt gibt das Patentamt mit den Markenanzeiger, Musteranzeiger und das Gebrauchsmusterblatt noch weitere monatlich erscheinende Kundmachungsblätter heraus.

## Patentblatt I
Der erste Teil umfasst Kundmachungen allgemeiner Natur wie Gesetzesänderungen, internationale Abkommen und Verordnungen und sonstige generellen Anordnungen des Präsidenten (Geschäftsverteilung). Ferner enthält das Patentblatt I Mitteilungen des Obersten Patent- und Markensenats sowie der Patentanwaltskammer wie auch Entscheidungen der Patentbehörden in Patent-, Gebrauchsmuster-, Marken-, Muster- und Schutzzertifikatsachen.

## Patentblatt II
Der zweite Teil des Patentblatts umfasst eine Auflistung der veröffentlichten und der erteilten Patente. Sämtliche Veröffentlichungen österreichischer Patentanmeldungen und Patente erfolgen stets mit dem fünfzehnten Tag des jeweiligen Monats. Weiters enthält der zweite Teil des Patentblatts Veröffentlichungen über:
- die Erteilung von Schutzzertifikaten
- Änderungen in der Person des Patentinhabers
- Die Bewilligung von Wiedereinsetzungen
- Erfindernennungen
- das Erlöschen von Patenten
- Nichtigerklärungen
- Änderungen des Registerstands wie Namensänderungen oder Firmenänderungen

Das Patentblatt II enthält die jeweils aktuelle Liste der Patentanwälte.